# Wesz zajęcza
Wesz zajęcza (Haemodipsus lyriocephalus) – gatunek wszy z rodziny Polyplacidae. Powoduje wszawicę. Pasożytuje na zającu szaraku (Lepus europaeus), zającu bielaku (Lepus timidus), Lepus sinensis, zającu tolaj (Lepus tolai), zającu polarnym (Lepus arcticus). Wszy te mogą roznosić wśród zajęcy tularemię.
Samica wielkości 2,5 mm. Wszy te mają ciało silnie spłaszczone grzbietowo-brzusznie. Samica składa jaja zwane gnidami, które są mocowane specjalnym "cementem" u nasady włosa. Rozwój osobniczy trwa po wykluciu się z jaja około 14 dni. Pasożytuje na skórze. Występuje na terenie Europy i Azji.